# تانامبائو دائود
تانامبائو دائود (به لاتین: Tanambao Daoud) یک منطقهٔ مسکونی در ماداگاسکار است که در سامباوا واقع شده‌است. تانامبائو دائود ۱۰٬۰۰۰ نفر جمعیت دارد.